# Nyírbogdány
Nyírbogdány là một thị trấn thuộc hạt Szabolcs-Szatmár-Bereg, Hungary. Thị trấn này có diện tích 35,03 km², dân số năm 2010 là 2943 người, mật độ 84 người/km².